# كانو (عائلة)

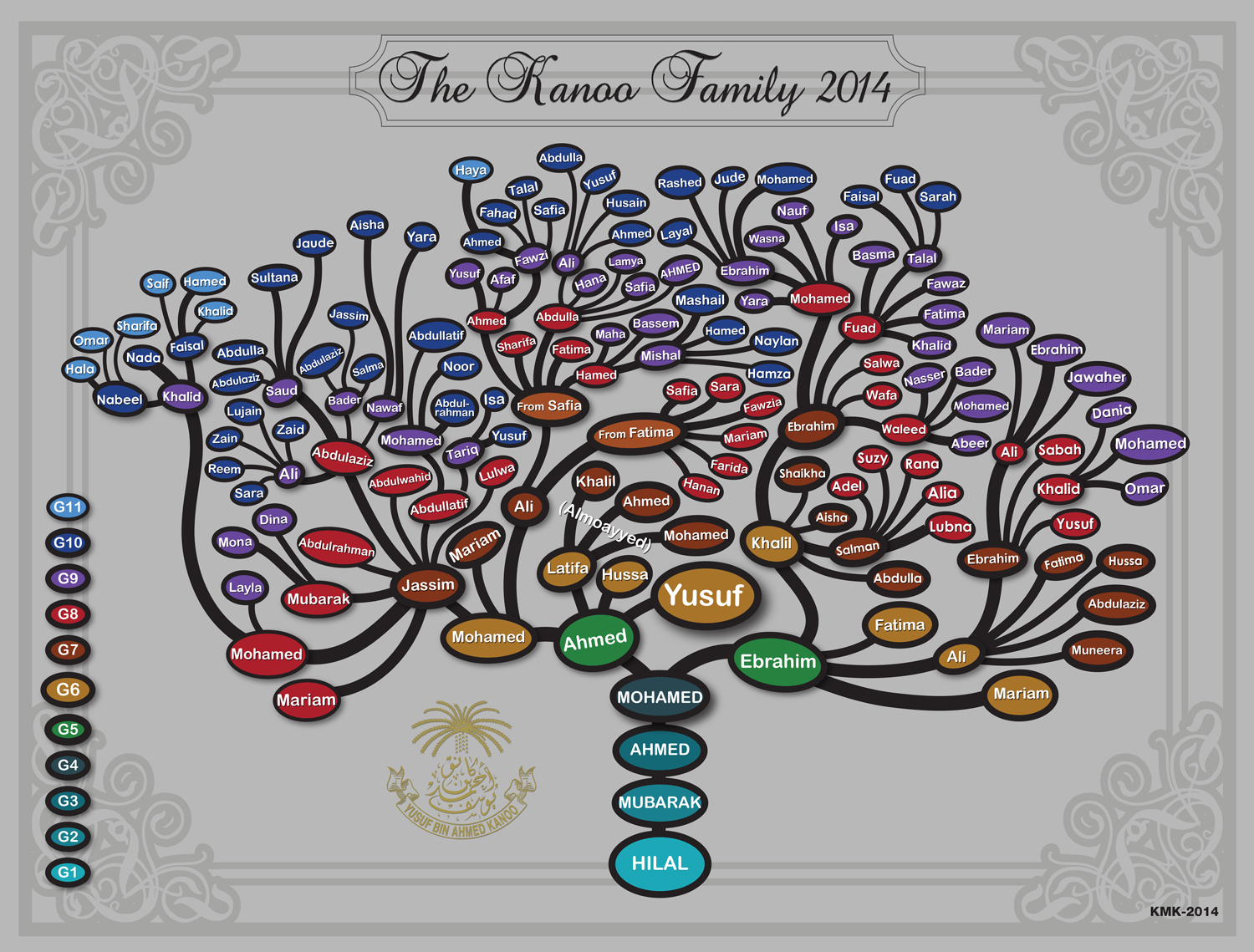

كانو اسم عائلة أعمال تجارية عربية حيث تدير مجموعة كانو.
يقع المقر الرئيسي للعائلة في البحرين ولها عدة شركات في دول الخليج العربي تهتم بالمصالح التجارية للعائلة.

## التاريخ
في البداية كان التجار في البحرين التي كانت في ذلك الوقت تحت الحماية البريطانية يتوسعون في مجال النقل البحري وإرسال العديد من أفراد العائلة إلى دول الإمارات وعمان والسعودية حتى أنهم أصبحوا مواطنين في هذه الدول. اليوم تدار أنشطة مجموعة كانو في كل بلد من البلدان من خلال جناح العائلة المحلي على الرغم من أنهم جميعا لا يزالون تحت السيطرة في نهاية المطاف من خلال شركة يوسف بن أحمد كانو القابضة ومقرها البحرين.
مجموعة كانو هي إحدى أكبر وأقدم مجموعة مستقلة مملوكة لعائلة في منطقة الخليج العربي. تأسست في البحرين في عام 1890 من قبل يوسف أحمد كانو ومارس الأعمال التجارية والنقل البحري في وقت مبكر لتصبح أحد البيوت التجارية الأكثر تنوعا في منطقة الخليج وخارجها.